# 超能造梦
《超能造梦》（英語：Bedtime Hero），2018年中国偶像剧。由刘芮麟、郑合惠子领衔主演，爱奇艺于2018年4月17日首播。

## 播出时间
| 频道   | 所在地   | 播映日期      | 播出时间 | 备注 |
| ------ | -------- | ------------- | -------- | ---- |
| 爱奇艺 | 中国大陆 | 2018年4月17日 |          |      |

## 簡介
第一季
宅男丁一是个学霸，又懒又爱睡觉的他拥有不为人知的特殊本领——过目不忘。但这技能有致命弱点——只要被惊吓，暂存记忆就会消失。一场意外叫丁一在高考中秒变学渣，考砸了的他却被收纳异能人士的学校录取。之后他被室友“顽劣”富二代冯子希和心理导师艾美唤醒潜藏体内的超强脑电波。梦里，丁一与红衣小萝莉纠缠不清，冯子希帮助他入梦，发现红衣小萝莉竟是丁一童年阴影。丁一接受冯子希的训练，慢慢可以随意进入他人梦境，却在追艾美时横生枝节，眼看艾美投进卓翰怀抱，丁一和冯子希发现卓接近艾美，是为了艾美家的冥王铑。加上金若云的出现，事情更扑朔迷离。艾美受冥王铑负能量影响坠进第二重梦境“喜悦”中，丁一将她唤醒。之后，磊乐闯进第三重梦境“恐惧”无法脱身。
第二季
丁一成功救出磊乐。但磊乐为了进入第四重梦境，欺骗金若云炼药，逼迫丁一打破第三、四重梦境的虚幻疆域。丁一拼尽全力营救艾美和金若云，三人终于摆脱第四重梦境的漩涡。丁一发现子希一直在利用自己，目的是要潜进父亲的内心世界。之后，一干人等在冯父梦中险象环生。最后丁一假扮冯的亡母，冯父吐露心事，父子和好如初。 力大无穷的点点，先无故伤人后自杀未遂，矛头直指熟谙软骨功的蜜桃。丁一、冯子希追查时，蜜桃突然失常痴呆。原来，幕后黑手竟然是心灵研究院院长魏晋。魏晋借助磊乐制造的造的入梦器，加上冥王铑的负能量，企图控制所有异能人。最终，众人协力打败魏晋。

## 演员列表

### 主要演员
| 演員     | 角色 | 介紹 |
| 刘芮麟   | 丁一 | 丁一是个宅男、伪学霸。他从小到大都有一个不为人知的超能力——过目不忘，但是每当丁一被惊吓时，脑海中的短暂记忆就会瞬间消失。直到丁一进入收纳异能少年的清华高校，其体内真正的超能力“超强脑电波”才被开发。通过学校的训练，丁一可以随意进入别人的梦境。 |
| 郑合惠子 | 艾美 | 艾美是一个具有双重性格的心理医生。当艾美戴上魔法眼镜时，会变成天才少女，心思缜密、防备性强，洞悉学生们的所思所想，于是她面对问题学生，都能迎刃而解。当艾美摘下魔法眼镜时，会变成一个呆萌萝莉，与同样呆萌的丁一上演一幕幕啼笑皆非的故事。         |

### 其他演员
| 演員   | 角色   | 介紹 |
| 范晓东 | 冯子希 | 冯子希与丁一是室友，是个“顽劣”的富二代，渴望亲情。在众多超能力者中，他是唯一没有奇幻技能的一位。在冯子希训练室友丁一的造梦技能后，他亲历了一系列冒险刺激的事件，也发现了许多秘密，最终冯子希懂得了责任的真谛。 |
| 潘霜霜 | 金若云 | 金若云是咖啡店老板娘，擅长利用药物进入梦境。她作为感受到神秘物质冥王铑的“超能者”之一，化身一身黑衣飞檐走壁的蒙面女侠，参与进冥王铑的争夺混战。                                                                 |
| 韩明希 | 卓翰   | 卓翰，学霸校草，喜欢艾美。 |
| 黄垲翔 | 典韦   | 自封為學校警察，總愛說要伸張正義維護法紀，超能力是能定住人或物體，而一但被他定格住將無法動彈。 |

## 电视剧原声带
| 曲序 | 曲目               | 演唱     |
| ---- | ------------------ | -------- |
| 1.   | 逆风飞翔（主题曲） | 郑合惠子 |
| 2.   | 吸引力（片尾曲）   | A2A      |
| 3.   | 奇妙的相遇（插曲） | A2A      |